# Kadenia
Kadenia är ett släkte i familjen flockblommiga växter. Det beskrevs av Tatiana Lavrova och Vadim Tichomirov 1986.

## Arter
Släktet omfattar två arter i Europa och Asien:
- Kadenia dubia (Schkuhr) Lavrova & V.N.Tikhom.
- Kadenia salina (Turcz.) Lavrova & V.N.Tikhom.